# Mats Svensson (simmare)
Mats Gunnar Svensson, född 28 april 1943 i Borås, är en svensk simmare. Han tävlade för IF Elfsborg.
Svensson tävlade i två grenar för Sverige vid olympiska sommarspelen 1964 i Tokyo.
Vid Europamästerskapen i simsport 1962 tog Svensson guld på 4 x 200 meter frisim och brons på 4 x 100 meter frisim. 1962 vann han även sitt första SM-guld på 200 meter frisim och tilldelades Stora grabbars märke.